# Августа Луиза фон Вюртемберг-Оелс
Августа Луиза фон Вюртемберг-Оелс (на немски: Auguste Luise von Württemberg-Oels; * 21 януари 1698, Бернщат; † 4 януари 1739, дворец Скарсине, Силезия) от Дом Вюртемберг (Линия Вайлтинген), е принцеса от Вюртемберг-Оелс-Бернщат и чрез женитба херцогиня на Саксония-Вайсенфелс-Барби (1728 – 1732).

## Биография
Дъщеря е на херцог Кристиан Улрих I фон Вюртемберг-Оелс (1652 – 1704) и третата му съпруга принцеса София Вилхелмина от Източна Фризия (1659 – 1698), дъщеря на княз Ено Лудвиг I от Източна Фризия (1632 – 1660) и графиня Юлиана София фон Барби-Мюлинген (1636 – 1677).
Августа Луиза се омъжва на 18 декември 1721 г. във Форст, Долна Лужица, за принц Георг Албрехт фон Саксония-Вайсенфелс (* 19 април 1695; † 12 юни 1739) от рода на Албертинските Ветини, от 1728 до 1739 г. вторият и последен херцог на Саксония-Вайсенфелс-Барби. Бракът е бездетен и много нещастен. Те се развеждат на 23 септември 1732 г. Августа Луиза се връща в родината си Силезия и умира на 40 години в дворец Скарсине при Требниц пет месеца преди него. Погребана е в дворцовата градска църква Св. Йоханис в Оелс (Олешница).